# Налазиште „Градина“ у Грабу
Налазиште „Градина“ у Грабу је археолошки локалитет и непокретно културно добро које се простире на Јељену, једном од највиших планинских врхова планине Јелице, у Грабу, општина Лучани, чији је период настанка и даловања VI, IX, X век.

## Регистар непокретних културних добара
Налазиште „Градина“ у Грабу је уписан у регистар Непокретних културних добара на територији општине Лучани на основу Одлуке СО Лучани број 03-191 и 192/87-02 од 26.10.1987. године. Редни број у локалном регистру је АН 20, у централном регистру АН 91. Датум уписа у централни регистар је 29. октобар 1990, а датум уписа у регистар Завода за заштиту споменика културе Краљево је 5. фебруар 1990. 

## Опис локалитета и пронађених налаза
Археолошко налазиште Градина налази се на планини Јелици, 8 km југозападно од Чачка, у селу Граб, и на 15 км удаљености од Гуче. Са темеља цркве која се налази на доминантном месту, на самом врху некадашњег града, поглед ка северу допире до града Чачка, на истоку се у даљини види Западна Морава, на југу поглед захвата Гучу.
Археолошка истраживања су почела 1984. године. Локалитет је рановизантијски град који се са непосредном околином простирао на површини од око 20 ха. Сматра се да је град подигнут за време владавине цара Јустинијана и представљао је привредни, војни и административни центар овог региона.
Град се састојао од неколико посебно брањених четврти: горњи град, северно подграђе, јужно подграђе. На локалитету су откривени остаци пет цркава, од којих су две биле украшене живописом, а једна је имала крстионицу. У граду су се налазиле стамбене зграде, радионице и други објекти.
Током истраживања откривена је тробродна базилика која је означена као Базилика „А“, и већи број гробова. Западно од базилике „А“ је црква са некрополом, која је означена као базилика „Б“ са нартексом и полукружном апсидом. Откривен је 31 гроб. Базилика означена као Базилика „Ц“ се налази на северозападној страни Градине. У северозападном делу базилике су сачувани остаци фреско сликарства, зидови баптистеријума су били украшени фрескама. Око цркве и око ње су откривени гробови. На западној падини Градине делимично су истражени остаци базилике „Д“.
На локалитету је пронађено и обиље покретних налаза: уломци керамичког посуђа, стакленог посуђа и прозорског стакла, алат, кључеви, браве, кухињски ножеви, чешљеви, метални делови одеће (копче, фибуле, украсне игле), накит, оружје, новац.
Град је на почетку VII века страдао у пожару.Пожар је вероватно био последица аварских или словенских напада током насељавања Балканског полуострва. Убрзо после спаљивања град је поново насељен. Нова популација боравила је у њему све до почетка IX века. На Градини се тада се живот прекида.
50-тих година XX века локалитет је претрпео највеће разарање када је са Градине коришћен камен за насипање пута Чачак- Горачићи. Верује се да је тада разбијена и однета плоча на којој се налазио назив утврђеног града.